# MG T-type
El MG Midget serie T incluye los TA, TB, TC, TD, y los modelos TF, una gama de coches deportivos convertibles sobre bastidor producidos en una secuencia de 1936 a 1955. El último de estos modelos, el TF, fue reemplazado por el MG A.

## Comienzos
En 1936, «MG Car Company» hizo un cambio dramático en el diseño de sus coches deportivos. En este año se presentó el MG TA Midget. El MG TA originó el elemento de diseño de la familiar serie T,  y para el observador casual, es difícil distinguirlos de los años de producción del MG TC. El MG TA lucía el famoso diseño del radiador de «alas en flecha», estribos, parabrisas plegable, y un gran bonete de fácil acceso. Era un coche deportivo de dos plazas, con un capó abatible y cortinas lateraless. Un poco más de 3.000 MG TA se produjeron en tres años de producción.

### Modelos

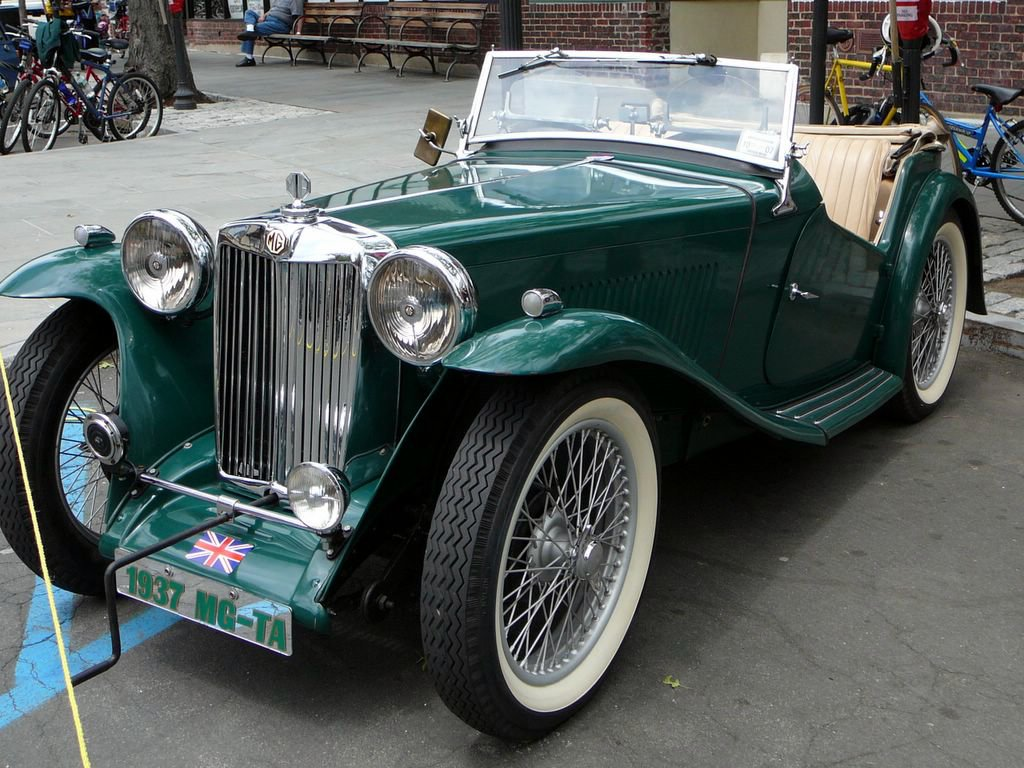
MG TA 1936-39
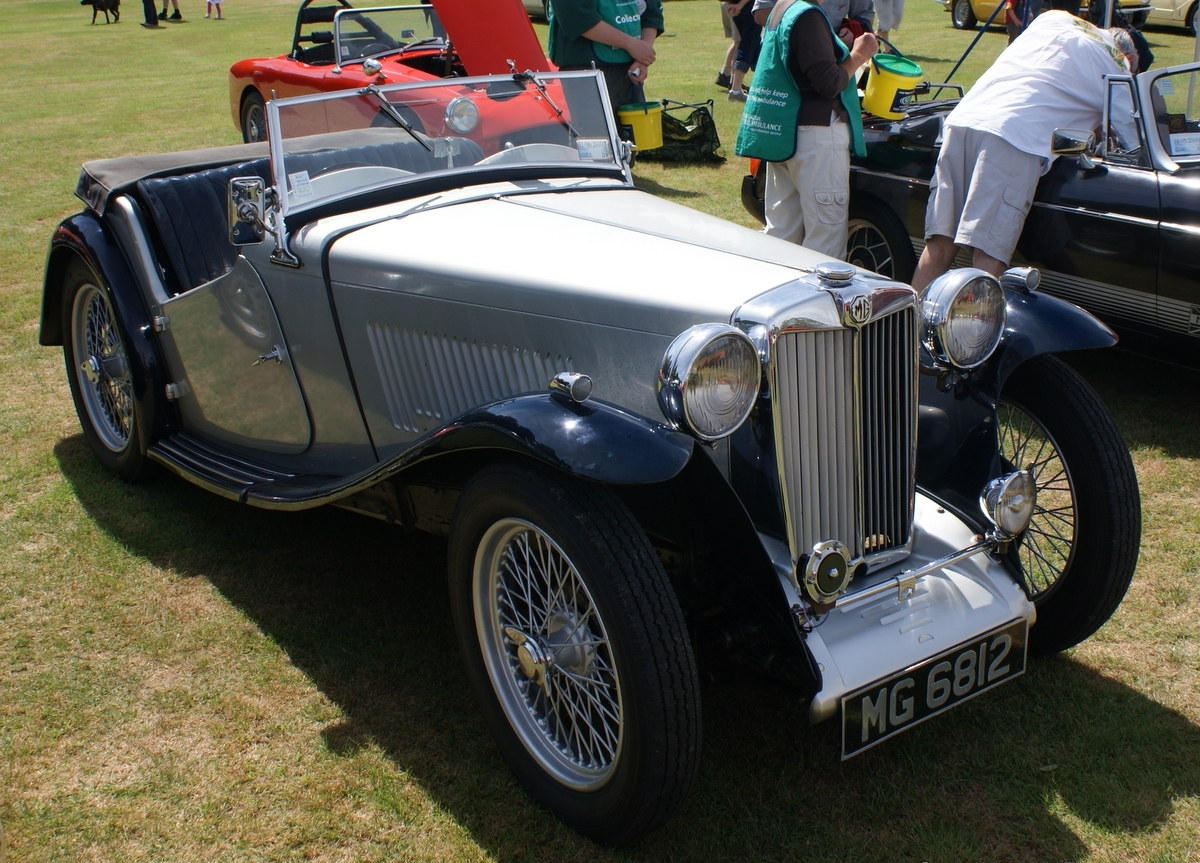
MG TB 1939-40
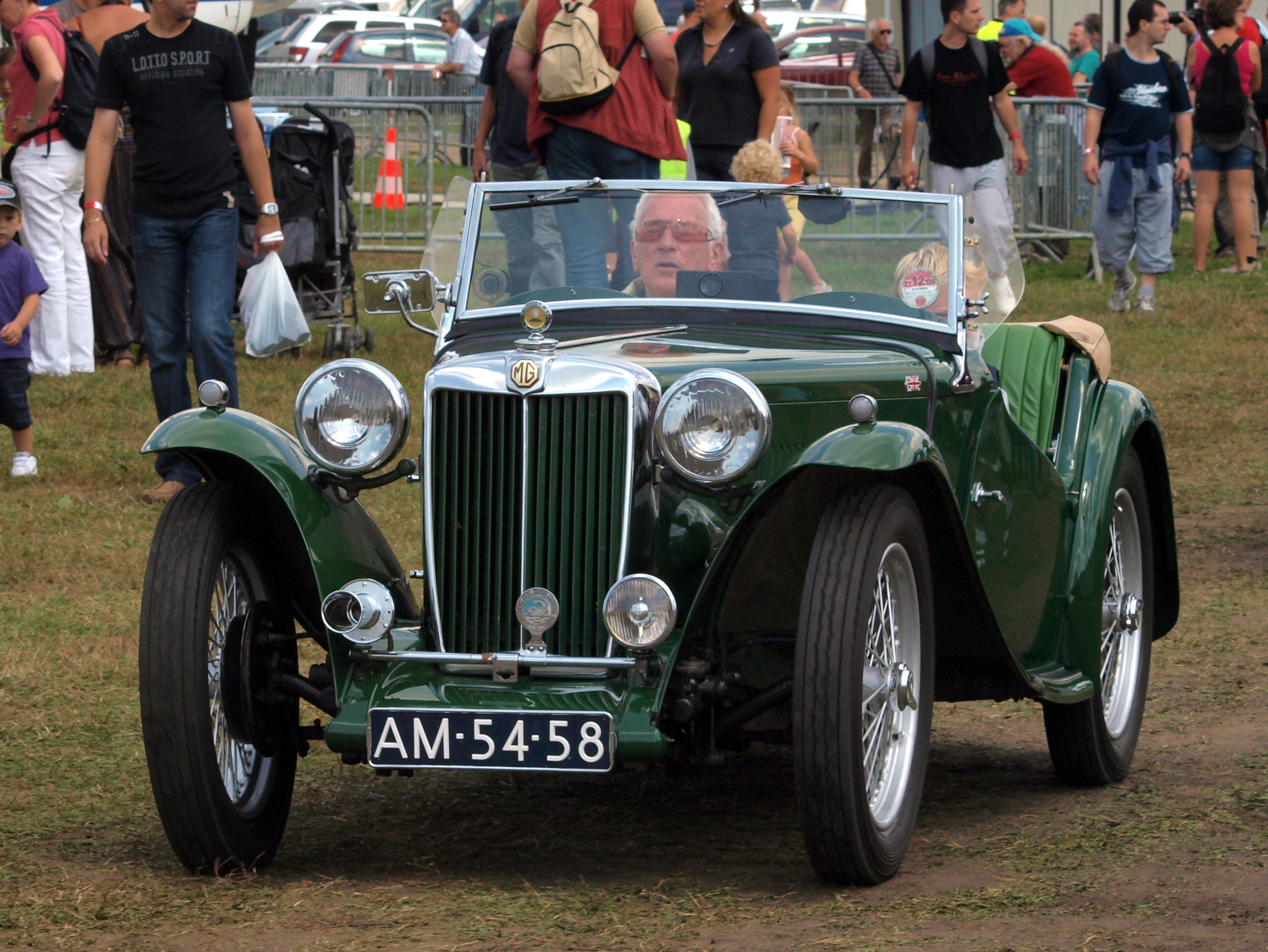
MG TC 1945-50

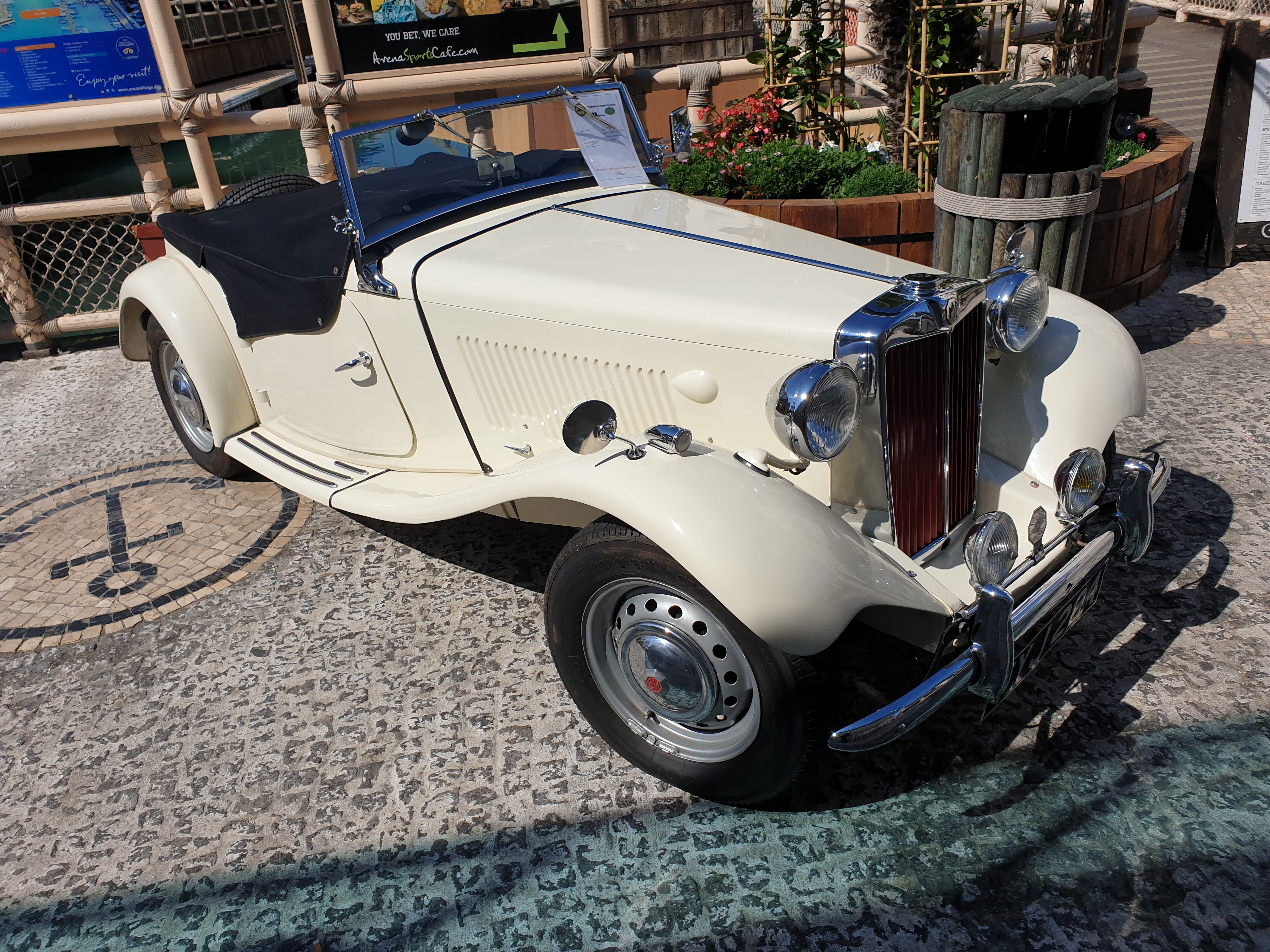
MG TD 1951
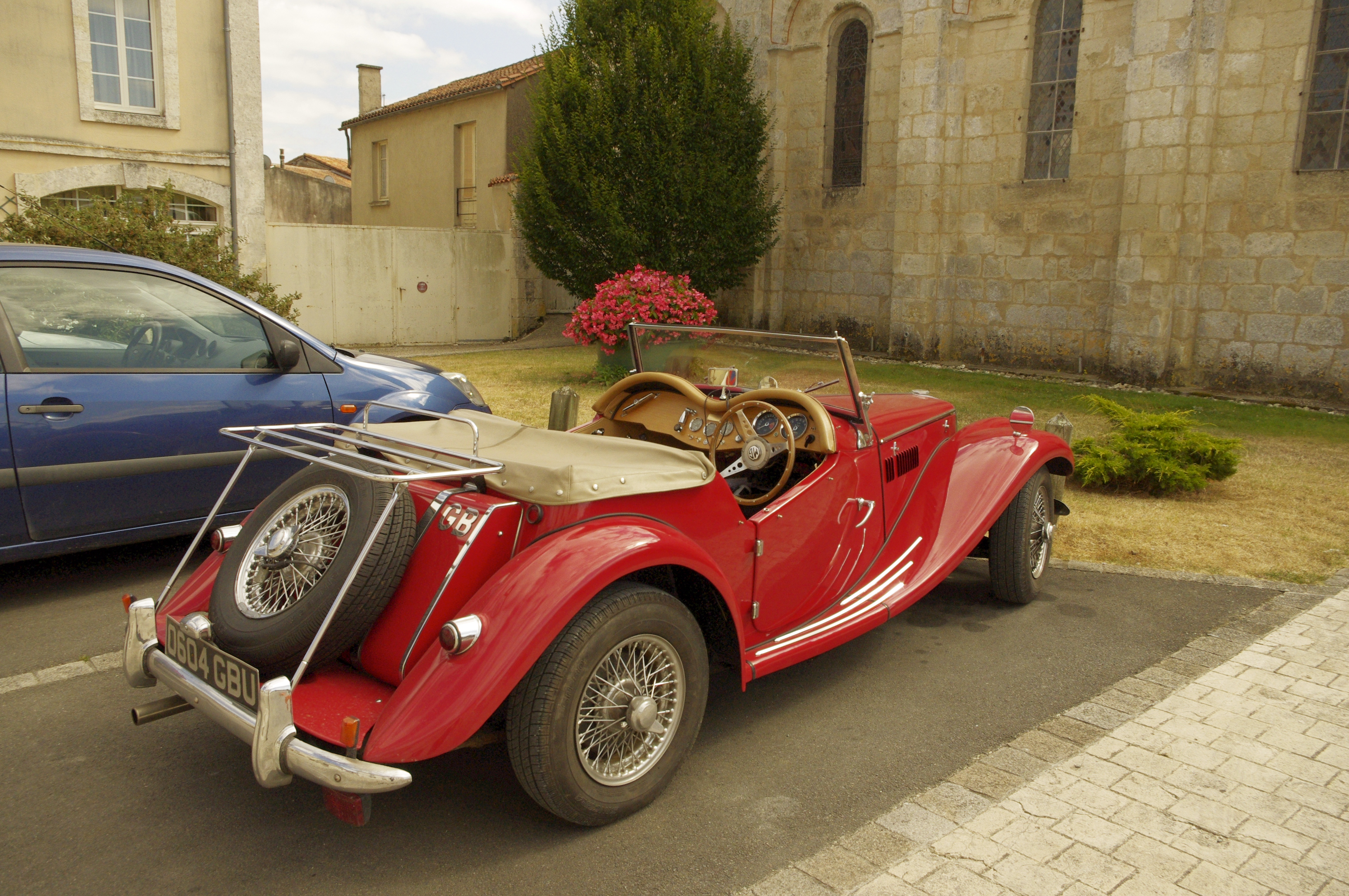
MG TF 1250 1953-54
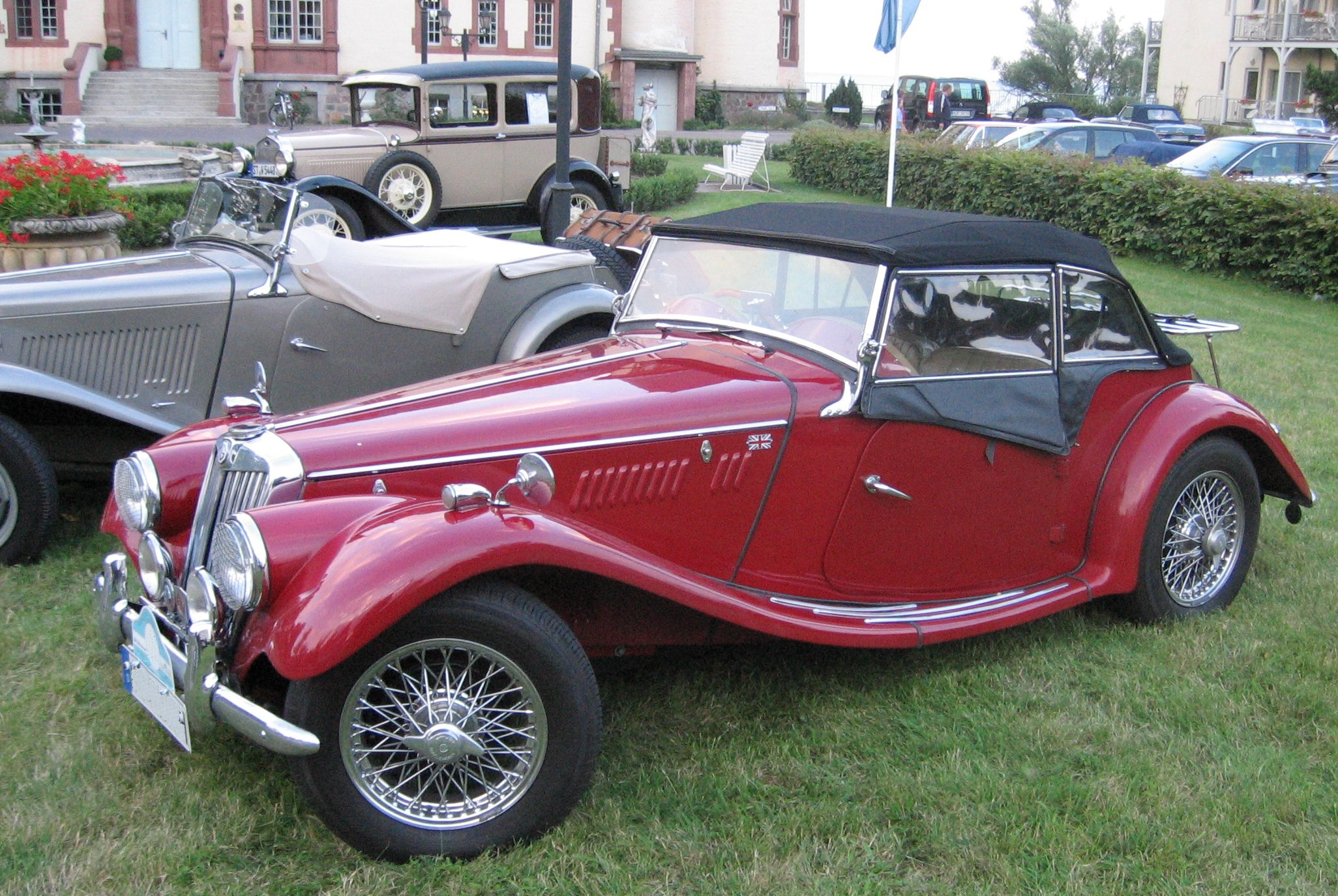
MG TF 1500 1954-55